# Beaverton (Oregon)
Beaverton ist eine Stadt im Washington County im US-Bundesstaat Oregon. 2020 hatte die Stadt 97.494 Einwohner. 

## Lage
Die Stadt liegt etwa zehn Kilometer westlich des Zentrums von Portland. Im Osten führt die Oregon Route 217 vorbei, die rund drei Kilometer nördlich in den U.S. Highway 26 nach Portland mündet.

## Geschichte
Beaverton wurde im Jahre 1893 gegründet, bei einer damaligen Bevölkerungsanzahl von 400 Personen.

### Einwohnerentwicklung
Beaverton gehört zur Metropolitan Statistical Area Portland-Vancouver-Hillsboro, deren Einwohnerzahl das U.S. Census Bureau auf über 2,4 Millionen beziffert (Schätzung 2016). Wie viele Städte in der Metropolregion Portland, wächst die Stadt extrem schnell, so hat sich die Einwohnerzahl von 1980 bis 2020 verdreifacht. Bei der Volkszählung von 2020 wurde eine Bevölkerungszahl von 97.494 registriert.
| Jahr | Einwohner¹ |
| ---- | ---------- |
| 1980 | 31.962     |
| 1990 | 53.310     |
| 2000 | 77.923     |
| 2010 | 89.817     |
| 2020 | 97.494     |

¹ 1980–2020: Volkszählungsergebnisse

### Städtepartnerschaften
- Birobidzhan, Russland
- Cheonan, Südkorea
- Cluses, Frankreich
- Gotemba, Japan
- Hsinchu, Taiwan
- Trossingen, Deutschland, Baden-Württemberg

## Wirtschaft und Infrastruktur
In Beaverton haben die Sportartikelfirma Nike sowie die Elektronikunternehmen Tektronix und Biamp ihren Firmensitz.
Hier befindet sich auch die German American School of Portland (3900 SW Murray Blvd.).
1978 gründete der argentinisch-US-amerikanische Evangelist Luis Palau die Luis Palau Evangelistic Association in Beaverton, wo seine Frau Patricia Scofield aufgewachsen war. 2007 waren 70 Mitarbeiter am Hauptsitz und weitere 25 weltweit beschäftigt.

## Söhne und Töchter der Stadt
- Mariel Zagunis (* 1985), Säbelfechterin
- Mike Byrne (* 1990), Schlagzeuger
- Rubio Rubin (* 1996), Fußballspieler
- Sophia Braun (* 2000), argentinische Fußballspielerin